# Oklahoma City Slickers
Gli Oklahoma City Slickers sono stati una franchigia di calcio statunitense, con sede a Oklahoma City, Oklahoma.

## Storia
La franchigia venne fondata nel 1982 e iscritta all'American Soccer League. Nella stagione 1982 la squadra guidata da Brian Harvey, ottiene il secondo posto in campionato, cedendo poi nella finale playoff contro i Detroit Express.
La stagione 1983 gli Slickers chiusero al terzo e ultimo posto della Western Division, non accedendo alla fase playoff del torneo.
La ASL fallì alla fine della stagione e, gli Americans si iscrissero alla neonata United Soccer League.
Nella USL la squadra, rinominata Oklahoma City Stampede, vinse la Western Division, venendo poi eliminata in semifinale dagli Houston Dynamos.
Terminato il campionato gli Stampede chiusero i battenti.
Nel febbraio 1993 gli Oklahoma City Spirit e gli Oklahoma City Warriors si fusero per ridare vita agli Slickers. La squadra venne iscritta ai campionati sia outdoor che indoor della USISL. Nella prima stagione gli Slckers videro il ritorno in panchina di Harvey, già allenatore degli Spirit.
La nuova incarnazione degli Slickers chiuse i battenti nel 1996.

## Allenatori
- 1982-84  Brian Harvey
- 1994  Brian Harvey